# Radomin
Radomin è un comune rurale polacco del distretto di Golub-Dobrzyń, nel voivodato della Cuiavia-Pomerania.
Ricopre una superficie di 80,77 km² e nel 2004 contava 4 144 abitanti.